# Абаев, Александр Нафанаилович
Алекса́ндр Нафанаи́лович Аба́ев (1895, д. Сба, Тифлисская губерния, Российская империя — 1938, СССР) — советский государственный и партийный деятель.

## Биография

### Образование
- 1914 — учёба в Московском коммерческом институте
- 1932 — учёба в Промышленной Академии

### Трудовая деятельность
В 1921 секретарь СНК Горской АССР, затем в  20-х годах назначен редактором газеты «Горская беднота» (Владикавказ). В марте 1925 председатель Бюро национальной кооперации Центрального Союза потребительской кооперации СССР.
С 1925 по июнь 1928 ответственный секретарь Областного комитета КП(б) Грузии Автономной области Юго-Осетии. В июне 1928 снят с партийной работы и назначен научным сотрудником Аграрного института Коммунистической Академии, затем директор Кутаисского литопонного завода (Грузинская ССР). В 30-х председатель Комиссии по чистке организации ВКП(б) Народного комиссариата тяжёлой промышленности СССР. В 1938 арестован.